# باگس
باگس (به اسپانیایی: Bagüés) یک دهستان در اسپانیا است که در استان ساراگوسا واقع شده‌است. باگس ۳۰ کیلومتر مربع مساحت و ۴۳ نفر جمعیت دارد.